# Rudolf-Günter Wagner
Rudolf-Günter Wagner, auch Rudolf Günter Wagner und Rudolf Günther Wagner (* 13. August 1912 in Purulia bei Kalkutta, Indien; † 24. August 1980), war ein deutscher Schauspieler bei Bühne, Film und Fernsehen sowie Rundfunksprecher und Hörfunkmoderator.

## Leben und Wirken
Der im äußersten Osten Indiens geborene Wagner besuchte 1931/32 die Schauspielschule des Deutschen Theaters und begann anschließend in der deutschen Provinz (Stralsund, Greifswald, Neiße, Gera, Saarbrücken) Theater zu spielen. Zuletzt (Spielzeit 1943/44) kamen auch Verpflichtungen an Potsdamer und Berliner Spielstätten (Märchentheater „Kraft durch Freude“) hinzu. In jungen Jahren sah man ihn als Brackenburg in Goethes Egmont, als Schillers Don Karlos, als Mortimer in Schillers Maria Stuart, als Fritz in Schnitzlers Liebelei, als Montgomery in Schillers Die Jungfrau von Orleans und als Puck in Shakespeares Ein Sommernachtstraum.
Seit Beginn der 1940er Jahre gewann der Film auch Bedeutung in Wagners künstlerischer Vita, und er spielte während des Zweiten Weltkriegs mehrere zumeist winzige Rollen. In der frühen Nachkriegszeit wechselte er zum Rundfunk, der nunmehr große Bedeutung in seinem Schaffen gewann. Viele Jahre lang war Rudolf Günter Wagner Chefsprecher des SFB, für den er mit Nikola Greiff auch den Berliner Anteil des ARD-Nachtprogramms (Musik bis zum frühen Morgen) moderierte. Von 1948 bis 1952 war er überdies Vorsitzender der Rundfunkunion Berlin. Außerdem sprach er den Off-Text in der Kino-Wochenschau. Erst in späten Jahren kehrte der bullige, untersetzte Schauspieler vor die Kamera zurück und wirkte gastweise in der einen oder anderen Fernsehproduktion mit. Außerdem synchronisierte er eine Reihe von Filmen. Dort war Wagner zeitweise auch die deutsche Stimme von Clark Gable.
Der mit einer ehemaligen Tänzerin verheiratete Wagner hatte einen Sohn und eine Tochter.

## Filmografie
- 1942: Fronttheater
- 1942: Die Nacht in Venedig
- 1943: Großstadtmelodie
- 1943/44 Eine kleine Sommermelodie (UA: 1982)
- 1949: Anonyme Briefe
- 1964: Das Kriminalgericht
- 1968: Einer fehlt beim Kurkonzert
- 1970: Der unterbrochene Akt
- 1971: Recht oder Unrecht (ein Fall)
- 1973: Lokaltermin (TV-Serie, eine Folge)
- 1975: Der Stechlin
- 1978: Ein Mann will nach oben